# Bassitenga
Bassitenga, anciennement dénommée Oubritenga, est l'une des 47 provinces du Burkina Faso. Depuis le redécoupage territorial du 2 juillet 2025, elle fait partie de la région de l'Oubri.

## Géographie

### Démographie
- En 1996, la province comptait 197 237 habitants recensés (71,00 hab./km2).
- En 2003, la province comptait 229 433 habitants estimés (82,59 hab./km2)[2].
- En 2006, la province comptait 238 775 habitants recensés (85,95 hab./km2)[3].
- En 2019, la province comptait 314 514 habitants recensés (113,22 hab./km2)[1].

### Principales localités
Ne sont listées ici que les localités de la province ayant atteint au moins 4 000 habitants dans les derniers recensements (ou estimations de source officielles). Les données détaillées par ville, secteur ou village du dernier recensement général de 2019 ne sont pas encore publiées par l'INSD (en dehors des données préliminaires par département).
| Ville ou village   | Coordonnées                 | Altitude | Population  |
| Ville ou village   | Coordonnées                 | Altitude | Rec. 2006   |
| ------------------ | --------------------------- | -------- | ----------- |
| Ziniaré            | 12° 35′ 01″ N, 1° 17′ 38″ O | m        | 18 619 hab. |
| Guiè (ou Gyé, Dié) | 12° 48′ 08″ N, 1° 36′ 10″ O | m        | 4 705 hab.  |
| Gademtenga         | 12° 46′ 40″ N, 1° 38′ 19″ O | m        | 4 186 hab.  |
| Manessa            | 12° 54′ 37″ N, 1° 41′ 45″ O | m        | 3 890 hab.  |
| Sadaba             | 12° 48′ 24″ N, 1° 20′ 13″ O | m        | 3 887 hab.  |

## Histoire
La province porte le nom d'Oubritenga jusqu'au redécoupage territorial du 2 juillet 2025, date à laquelle elle est renommée Bassitenga dans le cadre de la réorganisation administrative du Burkina Faso,.

## Administration

### Chef-lieu et haut-commissariat
Ziniaré est le chef-lieu de la province, administrativement dirigée par un haut-commissaire, nommé par le gouvernement et placé sous l'autorité du gouverneur de la région. La ville est également le chef-lieu de la région. Le haut-commissaire coordonne l'administration locale des préfets nommés dans chacun des départements.
| Période | Période  | Identité | Fonction précédente | Observation |
| ------- | -------- | -------- | ------------------- | ----------- |
|         | En cours |          |                     |             |

| Période | Période  | Identité | Fonction précédente | Observation |
| ------- | -------- | -------- | ------------------- | ----------- |
|         | En cours |          |                     |             |

### Départements ou communes

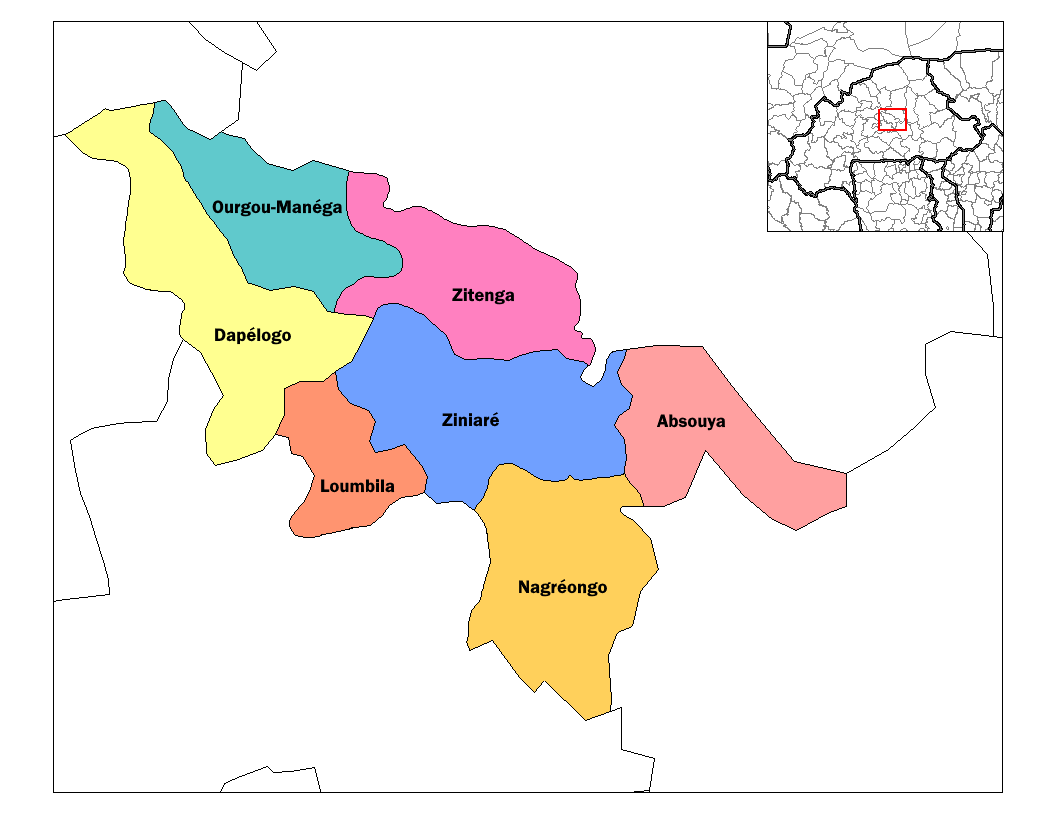
Carte des sept départements ou communes de la province de l'Oubritenga, formant également le district sanitaire de Ziniaré.

La province du Bassitenga est administrativement composé de sept départements ou communes.
Six sont des communes rurales, Ziniaré est une commune urbaine dont la ville chef-lieu, subdivisée en cinq secteurs urbains, est également chef-lieu de la province et de la région :
| Département ou commune     | Type de commune            | Subdivisions,                        | Chef-lieu                                          | Population | Population | Population |
| Département ou commune     | Type de commune            | Subdivisions,                        | Chef-lieu                                          | Est. 2003  | Rec. 2006  | Rec. 2019  |
| -------------------------- | -------------------------- | ------------------------------------ | -------------------------------------------------- | ---------- | ---------- | ---------- |
| Absouya                    | rurale                     | 19 villages                          | Absouya                                            | 26 188     | 26 338     | 35 221     |
| Dapélogo                   | rurale                     | 25 villages                          | Dapélogo                                           | 36 356     | 35 989     | 44 933     |
| Loumbila                   | rurale                     | 31 villages                          | Loumbila                                           | 26 368     | 27 932     | 36 455     |
| Nagréongo                  | rurale                     | 19 villages                          | Nagréongo                                          | 23 266     | 23 318     | 35 435     |
| Ourgou-Manéga              | rurale                     | 27 villages                          | Ourgou (ou Ourgou-Manéga)                          | 20 630     | 20 487     | 24 028     |
| Ziniaré                    | urbaine                    | 1 ville (5 secteurs) et 49 villages  | Ziniaré (chef-lieu de la province et de la région) | 55 852     | 62 972     | 88 299     |
| Zitenga                    | rurale                     | 46 villages                          | Zitenga                                            | 40 773     | 41 739     | 50 143     |
| 7 départements ou communes | 7 départements ou communes | 1 ville (5 secteurs) et 216 villages | Total                                              | 229 433    | 238 775    | 314 514    |

### Jumelages et accords de coopération
- La commune rurale de Dapélogo est jumelée avec
  -  Loudun (département de la Vienne, France) depuis 2000 ; jumelage étendu en 2002 à la Communauté de communes du Pays loudunais (CCPL), puis à tout le département et la commune rurale de Dapélogo en 2006 à la suite de la départementalisation du Burkina Faso[9].

## Santé et éducation
Les sept département ou communes forment le district sanitaire de Ziniaré.